# Brandon McNulty
Brandon McNulty (n. 2 aprilie 1998, Phoenix, Arizona, SUA) este un ciclist profesionist american, care concurează în prezent pentru echipa UAE Team Emirates.

## Rezultate în Marile Tururi

### Turul Italiei
2 participări
- 2020: locul 15
- 2023: câștigător al etapei a 15-a, locul 29

### Turul Franței
2 participări
- 2021: locul 69
- 2022: locul 19

### Turul Spaniei
2 participări
- 2022: locul 70
- 2024: câștigător al etapei 1